# Chaseburg
Chaseburg é uma vila localizada no estado norte-americano de Wisconsin, no Condado de Vernon.

## Demografia
Segundo o censo norte-americano de 2000, a sua população era de 306 habitantes.
Em 2006, foi estimada uma população de 294, um decréscimo de 12 (-3.9%).

## Geografia
De acordo com o United States Census Bureau tem uma área de
1,6 km², dos quais 1,6 km² cobertos por terra e 0,0 km² cobertos por água.

## Localidades na vizinhança
O diagrama seguinte representa as localidades num raio de 20 km ao redor de Chaseburg.